# Straßenradsport-Weltmeisterschaften 1936
Die Straßenradsport-Weltmeisterschaften 1936 fanden am 6. September im schweizerischen Bern statt.

## Rennverlauf
Die Berufsfahrer hatten 218,4 Kilometer, die Amateure 145 Kilometer zu bewältigen. Bei den Profis gewann der Franzose Antonin Magne, der eine Alleinfahrt mit einem Vorsprung von über neun Minuten abschloss. Er erreichte ein Stundenmittel von 37,1 Kilometern. Im abgeschlagenen Hauptfeld kam der deutsche Fahrer Georg Umbenhauer auf Platz 9. Bei den Amateuren gab es einen Doppelsieg der Schweizer durch Edgar Buchwalder und Gottlieb Weber. Buchwalder gewann den Spurt aus einer Massenankunft mit elf Sekunden Vorsprung. Er erreichte ein Stundenmittel von 36,4 Kilometern. Fritz Scheller kam als bester deutscher Amateur mit 55 Sekunden Rückstand auf Platz 9.

## Ergebnisse

### Profis
| Platz | Athlet                 | Land | Zeit       |
| ----- | ---------------------- | ---- | ---------- |
| 1     | Antonin Magne          | FRA  | 5:53:32 h  |
| 2     | Aldo Bini              | ITA  | + 9:27 min |
| 3     | Theofiel Middelkamp    | NED  | + 9:27 min |
| 4     | Paul Egli              | SUI  | + 9:27 min |
| 5     | Werner Grundahl Hansen | DEN  | + 9:27 min |
| 6     | Edward Vissers         | BEL  | + 9:27 min |
| 7     | Gino Bartali           | ITA  | + 9:27 min |
| 8     | Albert van Schendel    | NED  | + 9:27 min |
| 9     | Georg Umbenhauer       | GER  | + 9:27 min |

### Amateure
| Platz | Athlet             | Land | Zeit       |
| ----- | ------------------ | ---- | ---------- |
| 1     | Edgar Buchwalder   | SUI  | 3:58:01    |
| 2     | Gottlieb Weber     | SUI  | + 0:11 min |
| 3     | Pietro Favalli     | ITA  | + 0:47 min |
| 4     | Guy Lapébie        | FRA  | + 0:55 min |
| 5     | Knud Jacobsen      | DEN  | + 0:55 min |
| 6     | Glauco Servadei    | ITA  | + 0:55 min |
| 7     | Yunichi Demija     | JPN  | + 0:55 min |
| 8     | Paul Frantz        | LUX  | + 0:55 min |
| 9     | Fritz Scheller     | GER  | + 0:55 min |
| 10    | Robert Charpentier | FRA  | + 0:55 min |
| 11    | Kurt Ott           | SUI  | + 0:55 min |
| 12    | Marcello Spadolini | ITA  | + 0:55 min |
| 13    | Paul Couderc       | FRA  | + 0:55 min |

| Platz | Athlet           | Land | Zeit       |
| ----- | ---------------- | ---- | ---------- |
| 14    | Franz Neuens     | LUX  | + 0:55 min |
| 15    | Jacques Majerus  | LUX  | + 0:55 min |
| 16    | Emil Schöpflin   | GER  | + 0:55 min |
| 17    | Oskar Augusti    | AUT  | + 0:55 min |
| 18    | Hans Leutelt     | TCH  | + 0:55 min |
| 19    | Josef Losek      | TCH  | + 0:55 min |
| 20    | Robert Dorgebray | FRA  | + 0:55 min |
| 21    | Eugen Sehnalek   | AUT  | + 0:55 min |
| 22    | Walter Löber     | GER  | + 0:55 min |
| 23    | Fritz Ruland     | GER  | + 0:55 min |
| 24    | Rudy Houtsch     | LUX  | + 0:55 min |
| 25    | Arne Petersen    | DEN  | + 0:55 min |
| 26    | János Bognár     | HUN  | + 0:55 min |